# Masala Dosa

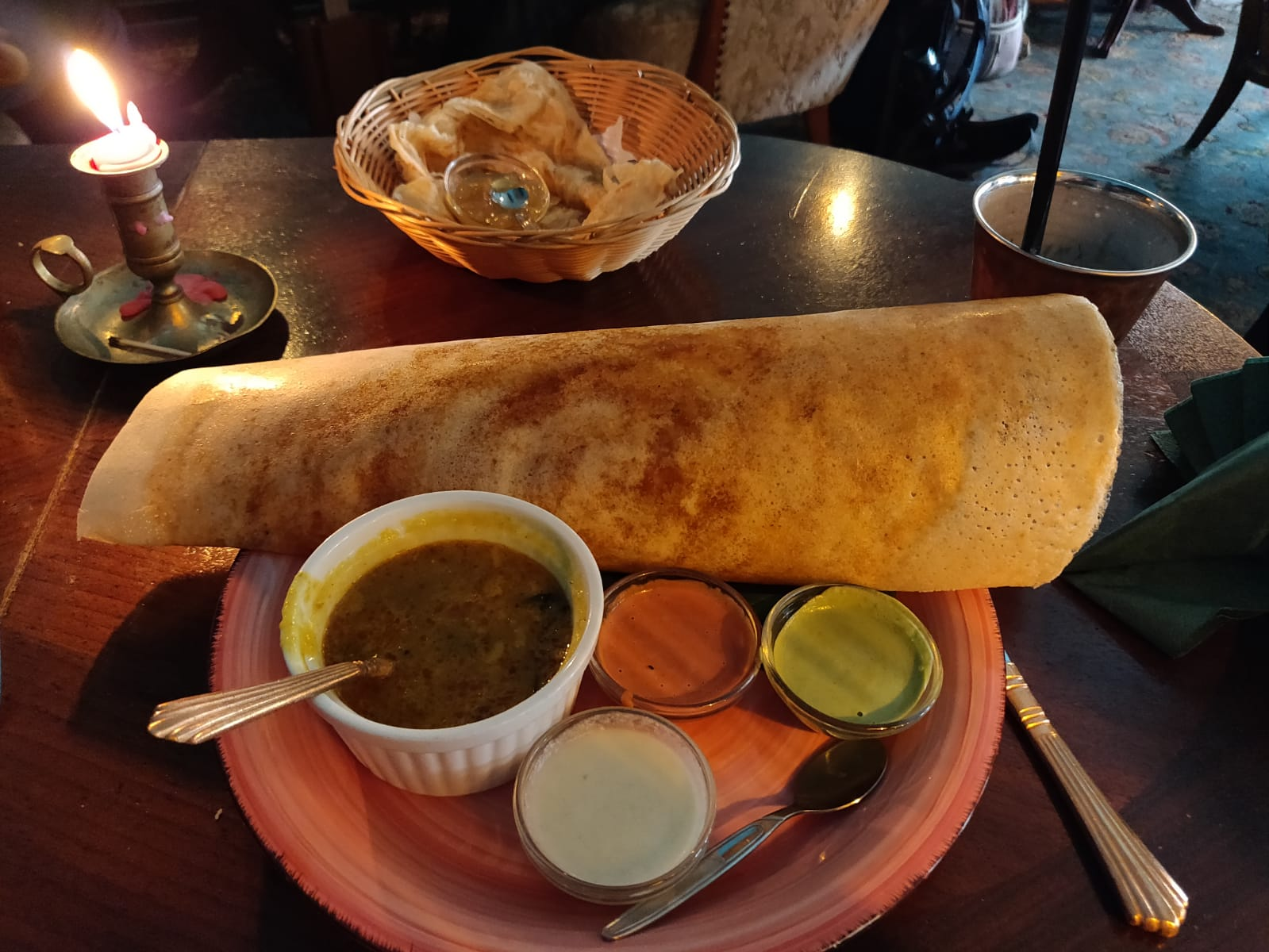
Masala Dosa

Masala Dosa, auch als Masale Dosey (ಮಸಾಲೆ ದೋಸೆ in Kannada) bezeichnet, ist ein südindisches Gericht. Es handelt sich um eine Art Dosa und hat seinen Ursprung in der Stadt Udupi in Karnataka. Es wird aus Reis, Bockshornklee, gepufftem Reis und getrockneten roten Chilis sowie Hülsenfrüchten (Chana Dal) wie Linsen, Urdbohnen (Urad Dal) oder Straucherbsen (Toor Dal) hergestellt und mit Kartoffelcurry, Chutneys und Sambar serviert. In Südindien variiert die Zubereitung von Masala Dosa von Stadt zu Stadt. Es gibt Variationen wie den Davanagere Butter Dosa und den Paper-Masala-Dosa.
Da die meisten indischen Restaurants in Deutschland vor allem nordindische Küche servieren, ist Masala Dosa dort nicht weit verbreitet.

## Zubereitung
Dosa wird zubereitet, indem man Reis und Linsen über Nacht in Wasser einweicht und dann zu einem Teig mahlt. Der Teig wird über Nacht fermentiert. Danach wird er in der Pfanne geröstet, bis er knusprig ist, und mit Kartoffelcurry, Chutneys oder Sambar serviert.